# God's Great Dance Floor - Step 02
God's Great Dance Floor - Step 02 es el segundo álbum como solista del músico y compositor británico Martin Smith, lanzado el 30 de septiembre de 2013.

## Historia
El álbum fue grabado entre 2012 y 2013 en West Sussex, Inglaterra, y masterizado en los Abbey Road Studios de la ciudad de Londres. Varias de las canciones fueron coescritas junto a Tim Hughes (Worship Central), Reuben Morgan (Hillsong), Nick Herbert y Matt Redman. 
Smith también incluyó una nueva versión de la canción "There Is an Angel", del álbum de Delirious? de 2001 Audio Lessonover?, que para este disco fue re-titulada como "Angel". 

## Lista de canciones
| Lista de canciones |                              |          |  |
| N.º                | Título                       | Duración |  |
| 1.                 | «You Are My Salvation»       | 4:24     |  |
| 2.                 | «Emmanuel»                   | 4:22     |  |
| 3.                 | «Only Got Eyes»              | 3:36     |  |
| 4.                 | «Great Is Your Faithfulness» | 4:20     |  |
| 5.                 | «Song of Solomon»            | 6:26     |  |
| 6.                 | «Grace»                      | 4:22     |  |
| 7.                 | «Redemption Day»             | 4:05     |  |
| 8.                 | «God's Great Dance Floor»    | 3:54     |  |
| 9.                 | «Keep the Faith»             | 5:49     |  |
| 10.                | «God Is Coming»              | 5:49     |  |
| 11.                | «Angel (Song for Anna)»      | 5:13     |  |

| Edición para iTunes |                                    |          |  |
| N.º                 | Título                             | Duración |  |
| 12.                 | «Safe in Your Arms» (Live)         | 8:25     |  |
| 13.                 | «Obsession» (Bonus track)          | 5:33     |  |
| 14.                 | «Esperándote» (Bonus track)        | 5:54     |  |
| 15.                 | «Find Me in the River» (Live)      | 4:53     |  |
| 16.                 | «History Maker» (Acoustic version) | 3:27     |  |

### Posicionamiento
| Año  | Listas                             | Posición |
| ---- | ---------------------------------- | -------- |
| 2013 | UK Christian & Gospel Albums Chart | 3        |